# クラフティワイフ
クラフティワイフ（欧字名:Crafty Wife、1985年1月17日 - 不明）は、アメリカ合衆国で生産された競走馬、繁殖牝馬。
競走馬として7勝を挙げ、日本で繁殖牝馬となると、J・GI馬ビッグテーストや種牡馬として活躍したスパイキュールのほか、繁殖牝馬としてともに天皇賞馬を出すこととなるブリリアントベリーやエヴリウィスパーといった、競走・繁殖それぞれで活躍する馬を輩出した。

## 経歴
現役時代はアメリカ合衆国で走り、重賞勝ちこそなかったものの通算7勝を挙げ、22戦7勝、2着3回3着1回の戦績で引退した。
引退後は日本に輸出され、社台ファーム早来で繁殖牝馬となる。初年度を含めて3年連続でノーザンテーストを種付けされ、初仔のブリリアントベリーは3勝を挙げたのちに繁殖入りし、2009年の天皇賞・秋、マイルチャンピオンシップのGI2勝、ほか重賞7勝を挙げたカンパニーなど3頭のJRA重賞勝ち馬を輩出。また2番仔のビッグショウリは1995年のマイラーズカップを制したほか、重賞で5度2着となるなど活躍した。
この後、スリルショーやアンバーシャダイなど他の種牡馬も種付けしたが、1995年の種付けより再び3年連続でノーザンテーストを付けた。その中で、1997年産のエヴリウィスパーは競走馬時代は未勝利に終わるも、繁殖牝馬として2011年の天皇賞・秋などを制するトーセンジョーダン、2012年の京都新聞杯勝ち馬トーセンホマレボシを産んだ。また、1998年産のビッグテーストは2003年の中山グランドジャンプを制し、産駒初のGI競走制覇を果たした。
1999年以降はノーザンテースト以外の種牡馬が種付けされるようになった。2000年産、父サンデーサイレンスのスパイキュールは、10戦7勝かつダート無敗の戦績で重賞未勝利ながら種牡馬となった。すると、交流重賞4勝のプリンシアコメータ、平地重賞勝利数の日本記録を持つカツゲキキトキトといった活躍馬を輩出した。また、2004年産、父ジャングルポケットのバトルバニヤンはカシオペアステークス、福島テレビオープンのOP競走2勝を挙げたほか、小倉記念や小倉大賞典で2着するなど小倉競馬場の競走で好走した。
2003年以降、3年連続でジャングルポケットを種付けしていたが、2005年の種付けで宿した仔は流産してしまう。この年の11月1日付で用途変更となり繁殖を引退した。それ以降の消息は不明。
現在、先述したブリリアントベリーとエヴリウィスパーのほか、シリウスステークス3着などの実績を残したキョウエイフォルテを中心としてクラフティワイフの牝系が拡大されている。エヴリウィスパーの牝駒アドマイヤキラメキからは、日本国内でGIII2勝を挙げ、オーストラリアに移籍後にエミレーツステークスを制したトーセンスターダムや、2020年のオールカマーを制したセンテリュオといった活躍馬が産まれている。2023年にはキョウエイフォルテの曾孫にあたるタスティエーラが東京優駿を制し、一族初のクラシック勝利を達成した。

## 繁殖成績
|        | 馬名               | 誕生年 | 性 | 毛色   | 父                 | 厩舎                                                       | 馬主                                 | 戦績・備考                                | 出典   |
| ------ | ------------------ | ------ | -- | ------ | ------------------ | ---------------------------------------------------------- | ------------------------------------ | ----------------------------------------- | ------ |
| 初仔   | ブリリアントベリー | 1990年 | 牝 | 栗毛   | ノーザンテースト   | 栗東・音無秀孝                                             | 近藤英子                             | 7戦3勝（引退・繁殖）                      | [ 3 ]  |
| 2番仔  | ビッグショウリ     | 1991年 | 牡 | 栗毛   | ノーザンテースト   | 栗東・中尾正 →上山・太田勝雄 →高崎・渋谷武久               | （有）ビッグ →南方文也 →桑原孝一     | 52戦11勝（マイラーズC優勝・引退）         | [ 4 ]  |
| 3番仔  | イブキハイシーザー | 1992年 | 牡 | 栗毛   | ノーザンテースト   | 栗東・中尾謙太郎 →高知・川野勇馬                           | （有）伊吹 →高井邦明                 | 64戦11勝（引退）                          | [ 5 ]  |
| 4番仔  | クラフティシャルム | 1993年 | 牡 | 鹿毛   | スリルショー       | 栗東・高橋隆 →笠松・後藤保 →笠松・伊藤強一 →高知・宮路洋一 | 伊藤貢 →柴田光男 →中谷進一 →川内耕生 | 177戦12勝（引退）                         | [ 6 ]  |
| 5番仔  | キョウエイフォルテ | 1994年 | 牝 | 栗毛   | ノーザンテースト   | 栗東・工藤嘉見 →栗東・南井克巳                             | 松岡正雄 →松岡留枝                   | 40戦6勝（引退・繁殖）                     | [ 7 ]  |
| 6番仔  | エレガントプロウズ | 1995年 | 牡 | 栗毛   | アンバーシャダイ   | 栗東・田所清広                                             | 吉田勝己                             | （未出走・繁殖）                          | [ 8 ]  |
| 7番仔  | クラフティゴールド | 1996年 | 牡 | 栗毛   | ノーザンテースト   | 栗東・中尾正 →荒尾・畑田修治                               | （有）社台レースホース →平田一雄     | 32戦6勝（引退）                           | [ 9 ]  |
| 8番仔  | エヴリウィスパー   | 1997年 | 牝 | 栗毛   | ノーザンテースト   | 栗東・西園正都                                             | （有）社台レースホース               | 15戦0勝（引退・繁殖）                     | [ 10 ] |
| 9番仔  | ビッグテースト     | 1998年 | 牡 | 栗毛   | ノーザンテースト   | 栗東・中尾正                                               | （有）ビッグ                         | 25戦6勝（中山グランドジャンプ優勝・引退） | [ 11 ] |
| 10番仔 | コナウインド       | 1999年 | 牡 | 鹿毛   | フサイチコンコルド | 栗東・安田隆行 →船橋・川島正行                             | 金子真人                             | 22戦5勝（引退）                           | [ 12 ] |
| 11番仔 | スパイキュール     | 2000年 | 牡 | 黒鹿毛 | サンデーサイレンス | 美浦・藤沢和雄                                             | （有）サンデーレーシング             | 7戦3勝（引退・種牡馬）                    | [ 13 ] |
| 12番仔 | バルバロ           | 2003年 | 牡 | 鹿毛   | ブラックホーク     | 美浦・国枝栄                                               | 金子真人ホールディングス（株）       | 23戦3勝（引退）                           | [ 14 ] |
| 13番仔 | バトルバニヤン     | 2004年 | 牡 | 栗毛   | ジャングルポケット | 栗東・千田輝彦                                             | 津村靖志                             | 41戦7勝（オープン2勝、GII2着2回・引退）   | [ 15 ] |
| 14番仔 | トーセンソフィア   | 2005年 | 牡 | 栗毛   | ジャングルポケット | 美浦・宗像義忠 →水沢・佐藤浩一                             | 島川隆哉                             | 14戦1勝（引退）                           | [ 16 ] |

## 主要なファミリーライン
「f」は「filly（牝馬）」の略、「c」は「colt（牡馬）」の略。太字はGI級競走優勝馬。#は重賞競走優勝馬。
- クラフティワイフ 1985 f
  - ブリリアントベリー 1990 f
    - ニューベリー# 1998 c（10勝、シアンモア記念優勝）
    - レニングラード# 1999 c（4勝、アルゼンチン共和国杯優勝）
    - アドマイヤベリー 2000 f
      - マイウエイ# 2006 c（7勝、松浦川賞優勝）

    - カンパニー 2001 c（12勝、天皇賞・秋、マイルCS優勝、他重賞7勝）
    - ヒストリカル# 2009 c（5勝、毎日杯優勝）

  - ビッグショウリ# 1991 c（11勝、マイラーズC優勝）
  - キョウエイフォルテ 1994 f
    - フォルテピアノ 2003 f
      - パルティトゥーラ 2014 f
        - タスティエーラ 2020 c（現役4勝、東京優駿、クイーンエリザベス2世C、弥生賞ディープインパクト記念）

  - エヴリウィスパー 1997 f
    - アドマイヤキラメキ 2002 f
      - トーセンスターダム 2011 c（6勝、エミレーツS、きさらぎ賞、チャレンジC優勝）
      - センテリュオ# 2015 f（5勝、オールカマー優勝）

    - ダークメッセージ 2003 c（5着、オープン1勝、重賞2着2回）
    - ケアレスウィスパー 2004 f（3勝、関東オークス2着）
    - トーセンジョーダン 2006 c（9勝、天皇賞・秋、札幌記念、AJCC、アルゼンチン共和国杯優勝）
    - トーセンホマレボシ# 2009 c（3勝、京都新聞杯優勝）

  - ビッグテースト 1998 c（6勝、中山グランドジャンプ優勝）
  - スパイキュール 2000 c（7勝、ベテルギウスステークス優勝、種牡馬）
  - バトルバニヤン 2004 c（7勝、オープン2勝、GIII2着2回）

## 血統表
| クラフティワイフ（Crafty Wife）の血統 | クラフティワイフ（Crafty Wife）の血統 | クラフティワイフ（Crafty Wife）の血統 | （血統表の出典）         | （血統表の出典） |
| 父系                                  | ミスタープロスペクター系              | ミスタープロスペクター系              | ミスタープロスペクター系 | [ § 2 ]          |
| 父 Crafty Prospector 1979 栗毛        | 父の父Mr. Prospector 1970 鹿毛        | Raise a Native                        | Native Dancer            | Native Dancer    |
| 父 Crafty Prospector 1979 栗毛        | 父の父Mr. Prospector 1970 鹿毛        | Raise a Native                        | Raise You                |                  |
| 父 Crafty Prospector 1979 栗毛        | 父の父Mr. Prospector 1970 鹿毛        | Gold Digger                           | Nashua                   | Nashua           |
| 父 Crafty Prospector 1979 栗毛        | 父の父Mr. Prospector 1970 鹿毛        | Gold Digger                           | Sequence                 |                  |
| 父 Crafty Prospector 1979 栗毛        | 父の母Real Crafty Lady 1975 栗毛      | In Reality                            | Intentionally            | Intentionally    |
| 父 Crafty Prospector 1979 栗毛        | 父の母Real Crafty Lady 1975 栗毛      | In Reality                            | My Dear Girl             |                  |
| 父 Crafty Prospector 1979 栗毛        | 父の母Real Crafty Lady 1975 栗毛      | Princess Roycraft                     | Royal Note               | Royal Note       |
| 父 Crafty Prospector 1979 栗毛        | 父の母Real Crafty Lady 1975 栗毛      | Princess Roycraft                     | Crafty Princess          |                  |
| 母 Wife Mistress 1979 栗毛            | 母の父Secretariat 1970 栗毛           | Bold Ruler                            | Nasrullah                | Nasrullah        |
| 母 Wife Mistress 1979 栗毛            | 母の父Secretariat 1970 栗毛           | Bold Ruler                            | Miss Disco               |                  |
| 母 Wife Mistress 1979 栗毛            | 母の父Secretariat 1970 栗毛           | Somethingroyal                        | Princequillo             | Princequillo     |
| 母 Wife Mistress 1979 栗毛            | 母の父Secretariat 1970 栗毛           | Somethingroyal                        | Imperatrice              |                  |
| 母 Wife Mistress 1979 栗毛            | 母の母Political Pavoff 1969 栗毛      | Buckpasser                            | Tom Fool                 | Tom Fool         |
| 母 Wife Mistress 1979 栗毛            | 母の母Political Pavoff 1969 栗毛      | Buckpasser                            | Busanda                  |                  |
| 母 Wife Mistress 1979 栗毛            | 母の母Political Pavoff 1969 栗毛      | Tiny Request                          | Requested                | Requested        |
| 母 Wife Mistress 1979 栗毛            | 母の母Political Pavoff 1969 栗毛      | Tiny Request                          | Albania                  |                  |
| 母系(F-No.)                           | (FN:9-a)                              | (FN:9-a)                              | (FN:9-a)                 | [ § 3 ]          |
| 5代内の近親交配                       | Nasrullah：5×4 9.38%                  | Nasrullah：5×4 9.38%                  | Nasrullah：5×4 9.38%     | [ § 4 ]          |
| 出典                                  | 1. 2. 3. 4.                           | 1. 2. 3. 4.                           | 1. 2. 3. 4.              | 1. 2. 3. 4.      |